# ورزشگاه سن مامس
ورزشگاه سن مامس (به انگلیسی: San Mamés Stadium) یک ورزشگاه فوتبال در شهر بیلبائو، اسپانیا است.
این ورزشگاه که در مه ۲۰۱۰ شروع به ساخت شده و در سپتامبر ۲۰۱۳ به بهره‌برداری رسیده است ظرفیت آن ۵۳٬۲۸۹ نفر می‌باشد، این ورزشگاه جایگزین ورزشگاه قدیمی سن مامس شده است.